# Faber-Castell

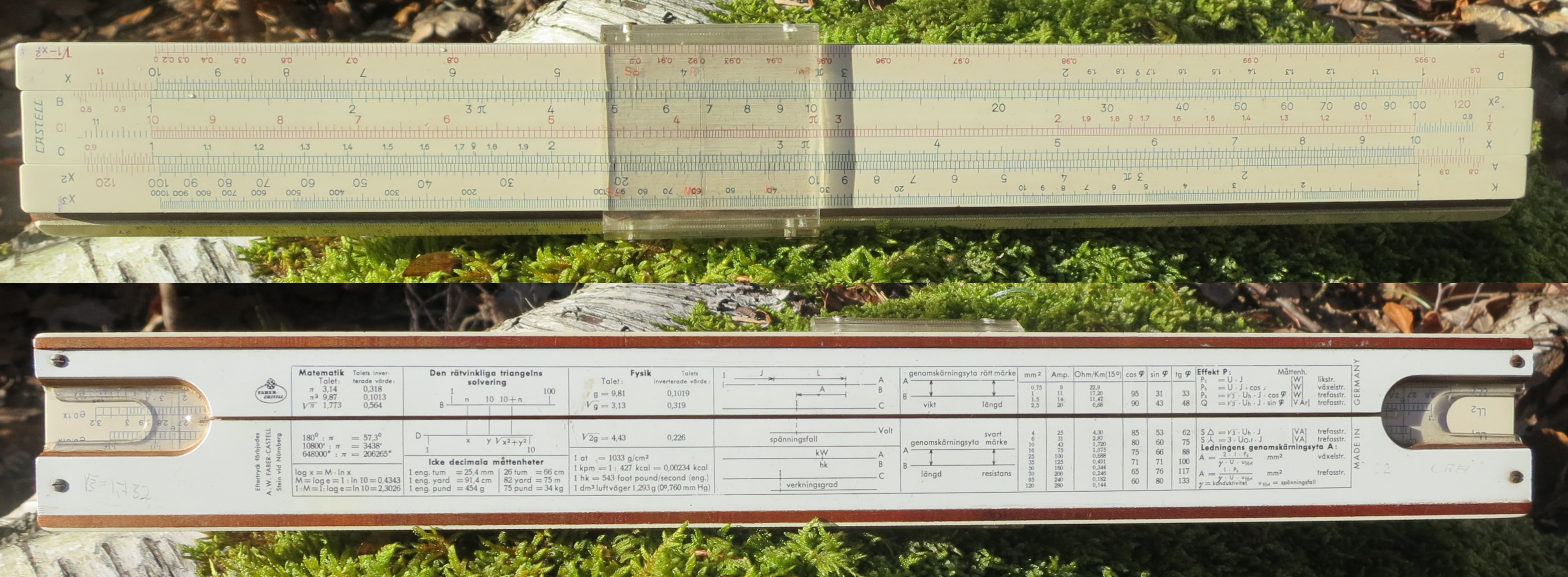
Faber-Castell 1/54 Darmstadt logaritmické pravítko (1967)

Faber-Castell Aktiengesellschaft je německý výrobce psacích potřeb. S výrobou čítající asi 2 mld. tužek ročně je Faber-Castell největším výrobcem dřevěných tužek na světě.[zdroj?] Podnik zaměstnává podle oficiálních informací na 7000 zaměstnanců v 15 dílnách a 23 prodejnách a má zastoupení ve více než 120 zemích světa. K tomu také patří brazilská filiálka v Sao Carlos, která je se svými 1,5 miliardami vyrobených pastelek ročně jejich největším světovým výrobcem.

## Historie firmy
Společnost sídlí od roku 1719 ve městě Stein u Norimberku. V roce 1758 se truhlář Kaspar Faber pustil i do výroby tužek. Tužky byly prodávány na norimberském trhu. V roce 1851 byla zavedena norma pro výrobu tužek Kasparovým nástupcem Lotharem von Faberem, která je směrodatná pro celý průmysl výroby tužek ještě dnes.[zdroj⁠?!] Ke stému výročí existence firmy byl otevřen pobočný závod ve městě Geroldsgrün, která původně sloužila pro výrobu břidlicových tabulek. Lothar Faber se stal roku 1874 průkopníkem zákonů o ochranné známce v Německu, když v květnu 1875 přinesl do říšského sněmu petici "K zřízení zákona o ochranné známce". V roce 1905 byla zavedena ochranná známka "CASTELL" od hraběte Alexandra Faber-Castell. Tužky si vysloužily pověst jako "obzvláště vysoce jakostní" výrobek. Mezi lety 1931 a 1932 byla továrna na tužky patřící Johannu Faberovi převzata.[kým?] Do fabriky se dostaly nové prostředky z nového spolupodílnictví a továrna se stala největším výrobcem tužek na světě, jež nese jméno „Lapis Johann Faber“. V roce 1948 se stal podnik mezinárodním - podílelo se na tom především zavedení tzv. TK-Stifts - tužek používaných pro technické kreslení.
V průběhu 60. a 70. let byla zavedena výroba textilních popisovačů a mikrotužek. Začátkem devadesátých let se Faber-Castel vyvíjel do podniku ctícího zásady ochrany životního prostředí - zaváděla se technologie pro šetření vodou u linek na výrobu tužek i pastelek. V roce 1992 tehdejší spolkový ministr životního prostředí Klaus Töpfer požehnal celosvětově prvnímu přístroji na výrobu tužek, který byl šetrný k životnímu prostředí.